# Долченера
Долченèра (на италиански: Dolcenera; * 16 май 1977 в Галатина, Италия), псевдоним на Емануела Тране (на италиански: Emanuela Trane) е италианска певица, авторка на песни, мултиинструменталистка и телевизионен персонаж.
След няколко музикални преживявания с различни групи и като беквокалистка и солистка за реклами и телевизионни предавания Долченера постига известност през 2002 г. с участието и победата на програмата Destinazione Sanremo Това ѝ позволява да участва във Фестивала на италианската песен в Санремо през 2003 г., който печели в категорията „Предложения“ с песента „Ние всички сме там навън“ (Siami tutti là fuori). Две години по-късно тя печели второто издание на Music Farm – шоу за таланти, чийто състав е съставен от известни участници на италианската музикална сцена.
Към 2021 г. има шест студийни албума и продажбите ѝ са възнаградени с няколко златни, платинени и мултиплатинени плочи (като член на супергрупата „Обединени изпълнители за Абруцо“). Има пет участия на Фестивала в Санремо: през 2003 г., когато печели наградата на Radio TV Press Room. както и в категорията „Предложения“, през 2006 г. с песента „Колко изключителен е животът“ (Com'è straordinaria la vita), когато завладяла подиума в категория „Жени“, завършвайки на второ място, през 2009 г. със сингъла „Моята единствена любов“ (Il mio amore unico), през 2012 г. с песента „Ще се видим у дома“ (Ci vediamo a casa), която се оказва най-успешната песен от Санремо по италианското радио, и през 2016 г. с парчето „Сега или никога вече (нещата се променят)“ (Ora o mai più (le cose cambiano)). В кариерата си има и няколко други награди, включително три награди „Лунеция“, една „Санремо Хит“, две музикални награди „Венеция“, две Италиански награди за видеоклипове, един „Сребърен лъв“ и Награда „Де Андрè“.
От 2007 г. стартира и кариера и като кино актриса. През 2016 г. е вокална педагожка в четвъртото издание на шоуто за таланти „Гласът на Италия“.

## Кариера

### 1977-2002: от детството до музикалния дебют
Родена в град Галатина, Южна Италия в семейство, произхождащо от градчето Скорано (и двата в провинция Лече, Южна Италия). Тя прекарва детството и юношеството си в Скорано заедно с родителите си Джино и Мима и по-малкия си брат Марко. На 6-годишна възраст започва да учи пиано, към които на 10-годишна възраст се добавят кларинет и пеене. Написва първите си песни на 14-годишна възраст, а малко по-късно започва да свири на живо с първата си група и се присъединява към джаз квартет.
През 1996 г., след като завършва класическа гимназия, напуска Скорано, за да се запише във Факултета по машиностроене на Флорентинския университет. В града тя се запознава с китариста Франческо Сигиери, с когото започва дълготрайно сътрудничество и основава И Кодичи дзеро (I codici zero) – ансамбъл, който включва още Микеле Витули, Франческо Керубини и Емануеле Фонтана. Бандата изпълнява открива турнето на Артиколо 31.
През 2000 г. се запознава с продуцента Лучо Фабри. След тази среща получава първия си договор за звукозапис и избира псевдонима „Долченера“ по заглавието на песен на Фабрицио де Андре, съдържаща се в албума му Anime salve.
Тя също така дава гласа си на някои рекламни джингъли и участва като беквокалистка в телевизионни предавания.
През септември 2002 г. издава „Само ти“ (Solo tu) – първият сингъл в кариерата си. Песента ѝ позволява да участва в телевизионната програма Destinazione Sanremo и да влезе в списъка на победителите в програмата, създадена с цел подбор на участници в категория „Предложения“ на 53-ия Фестивал на италианската песен в Санремо.

### 2003-2004: успех на Фестивала в Санремо
На 53-ия Фестивал в Санремо тя се представя с „Всички сме там навън“ (Siamo tutti là fuori) – поп песен с фолклорни нюанси на таранта от Салерно, която ѝ носи победата в категорията „Предложения“ и Наградата на пресцентъра, радиото и телевизията.
Песента, която достига 10-та позиция в класацията на най-продаваните сингли в Италия, е включена в първия ѝ албум „Ядрена усмивка“ (Sorriso nucleare), който обаче не постига значителен успех в продажбите. От албума са извадени синглите „Трябва да отида на море“ (Devo andare al mare) и „Живея цяла нощ“ (Vivo tutta la notte). На 26 юни 2003 г. Долченера, придружена от своята група, започва първото си самостоятелно турне, което продължава през цялото лято и включва участието на Анджело Карара като изпълнителен продуцент.
През 2004 г. представя песента „Перфектен свят“ (Un mondo prefetto) пред Художествената комисия на 54-ия Фестивал в Санремо, но песента е изключена. По-късно тя е включена в едноименния ѝ албум, издаден през май 2005 г.

### 2005: Албум „Перфектен свят“ и лансиране в шоутоMusic Farm
Подтикната от своя агент, през 2005 г. Долченера участва в риалити шоуто Music Farm, водено от Симона Вентура, печелейки финалната победа в телегласуването срещу Фаусто Леали с 65% от гласовете.
Веднага след победата ѝ в Music Farm излиза вторият ѝ албум, озаглавен „Перфектен свят“ (Un mondo perfetto). Воден от радио промото „Никога повече ние двамата“ (Mai più noi due), представено на живо по време на риалити шоуто, а след това от парчето „Продължавай“ (Continua), издадено като единичен компактдиск през октомври 2005 г., албумът постига платинен статус с над 150 хил. продадени копия.
На певицата е поверена и композицията на официалния химн на Националното първенство по футбол за младежи озаглавен „Утре“ (Domani).
През декември тя участва в традиционния Коледен концерт във Ватикана в присъствието на папа Бенедикт XVI.
Също през 2005 г. Долченера получава Награда „Де Андрè“, Сребърния лъв като музикално откровение на годината и Признанието за най-добър новоизгряващ изпълнител на Срещата на независимите лейбъли.

### 2006: Албум „Народът на мечтите“ и завръщането на Фестивала в Санремо
На 1 февруари 2006 г. излиза EP-то „Долченера пее за киното“ (Dolcenera canta il cinema), разпространяван заедно с покупката на DVD от Туентиът Сенчъри Студиос. Дискът включва кавъри на пет известни филмови саундтрака, специално изпълнени от Долченера.
През март същата година тя се завръща в конкурса на Фестивала в Санремо, представяйки поп-рок песента „Колко изключителен е животът“ (Com'è straordinaria la vita). Песента се нарежда на второ място в категорията „Жени“ и достига 6-та позиция в класацията на най-продаваните сингли в Италия.
По време на Санремо излиза третият ѝ албум – „Народът на мечтите“ (Il popolo degli sogni), който получава златен диск за продажби една седмица след излизането си и по-късно достига платинен диск за над 80 хил. продадени копия.
На 1 юни 2006 г. в Йези започва първото европейско турне на Долченера Welcome Tour 2006. То спира в различни германски градове, включително в Хамбург и Берлин. Турнето придружава издаването на компилацията „Перфектен свят“ (Un mondo perfetto). Тя излиза на 29 август 2006 г. само в Германия, Австрия и Швейцария и съдържа 14 песни, взети от италианското издание на едноименния албум и от „Народът на мечтите“ с добавката на нова версия на „Ние всички сме там навън“. Компилацията се задвижва от сингъла „Стъпка по стъпка“ (Passo dopo passo), придружен от видео, заснето в Париж по време на „Музикалния празник“ (Fête de la musique).
На 5 август същата година по кината излиза трилърът - филм на ужасите „Нощта на моята първа любов“ (La notte del mio primo amore) на Алесандро Памбианко, чийто саундтрак включва неиздаваната песен „В дъното на нощта“ (In fondo alla notte), изпълнена от Долченера (която е и авторка на текста и съавторка на музиката). Песента е издадена впоследствие като страна B на сингъла „Вали дъжд (състояние на душата)“ (Piove (condizione dell'anima)), пуснат в продажба на 22 септември 2006 г. и достигнал 11-та позиция в официалната класация на най-продаваните сингли в Италия.

### 2007 г.: Турне в Европа и кино дебют
Долченера изпълнява отново извън Италия по време на турнето си Welcome Tour през 2007 г., когато през март 2007 г. заедно с австрийската певица Кристина Щюрмер пее на осем концерта в германски градове като Берлин, Лайпциг, Кьолн и Дрезден. В същия период в Германия, Австрия и Швейцария излиза турне изданието „Един перфектен ден“, което съдържа и няколко песни, записани на живо в турнета през последните две години и което е предшествано от радио сингъла „Никога повече ние двамата“ (Mai più noi due).
Междувременно Долченера започва да се посвещава на киното. В края на 2006 г. участва в ролята на Бени в комедията „Напиши го по стените“ (Scrivilo sui muri) на Джанкарло Скаркили. В началото на 2007 г. участва и в записа на игралния филм „Нашият Месия“ (Il nostra Messia) на Клаудио Серугети, в който участва с камео в ролята на таксиметрова шофьорка. Филмът е представен на Фестивала за независимо кино в Рим и излиза по кината на 30 май 2008 г.
През пролетта на 2007 г. Долченера написва и изпълнява италианските адаптации на песните „Ти си“ (Sei tu) и „Любов моя“ (Mon amour), първоначално озаглавени Say Yes и Tes petits defauts. Песните са записани за италианската версия на саундтрака на френския филм „Най-хубавият ден в живота ми“ (Le plus beau jour de ma vie) на режисирьора Жули Липински през 2004 г., излязъл в Италия през юни 2007 г. като „Докато сватбата не ни раздели“ (Finché nozze non ci separino).
През юли 2007 г. участва и в концерта в чест на 50-тата годишнина от песента на Доменико Модуньо Nel blu dipinto di blu в Римския театър „Беневенто“, излъчен по Rai 1.

### 2008 г.: концертна дейност в Европа
През 2008 г. Долченера все още се фокусира върху изпълненията на живо в Европа. След като пее само с акомпанимент на пиано в Deutsches Theatre в Мюнхен, тя участва и във вечерта, организирана при Голямата арка в Париж за кандидатурата на Милано за Expo 2015. През април 2008 г. ѝ е поверено откриването с пиано и глас на четири концерта на турнето на Дзукеро All the Best World Tour в Австрия. На 8 май гостува на Олимпийския стадион по случай откриване на празненствата на Рокмузея в Мюнхен – най-големият музей, посветен на рок музиката в Германия, който отделя място на самата певица.
На 14 и 15 юни тя открива концертите на Васко Роси на Стадион „Корнеро“ в Анкона, а месец по-късно участва в Международния фестивал в Картаген, който се провежда в древния римски театър на Адриан в Тунис и е част от годишното събитие, което изследва света на музиката.
На 30 август 2008 г. по покана на правителствения комисар по изложението посланик Клаудио Морено тя изпълнява на живо в италианския павилион на Expo 2008 в Сарагоса различни песни от своя репертоар, включително три адаптирани на испански език.

### 2009 г.: Албум „Долченера в Страната на чудесата“
През 2009 г. Долченера участва за трети път във Фестивала в Санремо, представяйки се в категория „Изпълнители“ с песента „Моята единствена любов“ (Il mio amore unico). Елиминирането на парчето след полуфиналното представяне в дует със Сирия предизвиква недоволството на публиката в театър „Аристон“.
На 20 февруари 2009 г. излиза албумът ѝ „Долченера в Страната на чудесата“ (Dolcenera nel Paese delle Meraviglie), продуциран от Роберто Вернети и записан в Лондон на 18 декември 2008 г. Албумът достига 13-то място при дебюта си в италианската класация.
Песента от Санремо достига 5-о място в Топ сингли на Италия и остава три последователни седмици на първа позиция в класацията на Нилсен Мюзик Кънтрол за най-излъчвани песни по италианските радиостанции. „Моята единствена любов“ също става част от саундтрака на филма Amore 14 на Федерико Моча и получава Награда „Лунеция“ за 2009 г. в категорията „Лунеция за Санремо“ заради придаване на литературно-музикална стойност на италианските песни. Радиоуспехът на песента позволява на Долченера да получи специалната награда RTL 102.5 на Венециански музикални награди през 2009 г. – събитие, по време на което тя също получава признание като изпълнителка на годината.
През май 2009 г. песента „Най-красивата любовна песен, която съществува“ (La più bella canzone d'amore che c'è) е избрана за втори сингъл за промоцията на албума. Свързаният с нея видеоклип, режисиран от Гаетано Морбиоли, печели победата в Категория „Жени“ на Италианската награда за видеоклипове 2009 г. Третият сингъл е „Сладко вълшебство“ (Un dolce incantesimo), по радиото от август 2009 г.
През април Долченера участва в супергрупата „Обединени изпълнители за Абруцо“, която обединява над 50 италиански певци за записа на парчето Domani 21 / 04.2009 на Мауро Пагани, за събиране на средства за населението, засегнато от земетресението в Акуила през 2009 г.
За промоцията на албума певицата участва на живо в едноименното турне Dolcenera nel Paese delle Meraviglie tour, което започва в Ливорно на 30 април 2009 г. и достигна до основните италиански градове. На 13 юни 2009 г. турнето пристига и в Германия, с участието на фестивала The Great Wide Open, който се провежда в Мюлдорф на Ин и в който също участват Дийп Пърпъл и Стейтъс Куо.
На 18 юни 2009 г. на стадион „Сан Сиро“ в Милано певицата открива миланският етап от Tour of the Universe 2009 на Депеш Мод. Три дни по-късно тя изпълнява на стадиона по повод концерта „Приятелки за Абруцо“ (Amiche per l'Abruzzo) в полза на жертвите на земетресението в Акуила, като също се присъединява към квартет с Ирене Гранди, Ноеми и Сирия за изпълнението на песните „Винаги твое момиче“ (La tua ragazza sempre) и Blowin 'in the Wind. Соловото ѝ изпълнение на песента „Моята единствена любов“ е включено в двойното DVD Amiche per l'Abruzzo, издадено година след концерта.
На 27 ноември 2009 г. тя участва в Q.P.G.A. – дуетен албум на Клаудио Балиони, изпълнявайки с него песента „Както си ти“ (Come sei tu). На 6 декември участва в Коледния концерт 2009 г., проведен в Катания и излъчен по Rai 2 на 24 декември, като също така се изявява заедно с флейтиста Андреа Гриминели в парчето Fragile на Стинг.

### 2010-2011: Турне „Еволюция на вида“
В началото на 2010 г. Долченера подготвя музиката за театралната пиеса „Гръб срещу гръб“ (Schiena contro schiena), в която дебютира на 10 февруари 2010 г. Пиесата е базирана на едноименния роман на Джулия Морело, за който певицата вече е написала предговор.
Между края на 2010 г. и началото на 2011 г. тя участва като гостенка в албумите Donne на а капела групата Нери пер Казо и Chiamami ancora amore на Роберто Векиони, пеейки „Сърцето е циганин“ (Il cuore è un zingaro) с Нери пер Казо и „Нашата любов“ (Il nostro amore) с Векиони.
Между юни и декември 2010 г. участва в записите на петия си албум с неиздавани песни. Дискът, озаглавен „Еволюция на вида“ (Evoluzione della specie) и издаден на 17 май 2011 г. от И Ем Ай Мюзик Италия, е продуциран от Долченера и Роберто Вернети. Повлиян от типичните звуци на електронната музика, албумът се занимава с въпроси, въртящи се около желанието да се преодолее страха от бъдещето въпреки усещането за несигурност, причинено от световната икономическа криза. Албумът дебютира на 15-то място в италианската класация за продажби.
Първият сингъл от него е „Неделното слънце“ (Il sole di domenica), написан в сътрудничество с Финац от група Бандабардò и излязъл по италианското радио на 8 април 2011 г. През лятото на 2011 г. промоцията на албума продължава с турнето „Еволюция на вида“ (Evoluzione della specie tour), което започва на 9 юни от Фалкаде, провинция Белуно.
На 26 август 2011 г. излиза вторият сингъл от албума – „Любовта е игра“ (L'amore è un gioco). Видеоклипът към песента е направен в сътрудничество със списание „Плейбой“, което през октомври посвещава корицата на Долченера. По време на втората част на турнето, което започва на 12 ноември 2011 г. от Виджевано, провинция Павия, тя играе в различни италиански театри, предлагайки своя репертоар чрез акустичен и електронен комплект.
На 2 декември 2011 г. по радиото е пуснат сингълът на Професор Грийн „Прочети всичко за него (всичко, което трябва да знаеш)“ (Read All About It (Tutto quello che devi sapere)), продуциран в сътрудничество с Долченера. Песента, частична италианска версия на сингъла, която британският рапър първоначално изпълнява с Емели Сандè, е издадена в цифров формат на 9 декември. По-късно сингълът става златен в Италия.

### 2012-2013: Санремо, „Еволюция на вида²“ и турне 2012 г.
На 15 януари 2012 г. е обявено участието на Долченера в 62-то издание на Фестивала в Санремо с песента „Ще се видим у дома“ (Ci vediamo a casa). Песента, включена в саундтрака на едноименния филм на Маурицио Понци, се нарежда на шесто място в крайното класиране. Вечерта на международните дуети певицата изпълнява с Професор Грийн песента My Life Is Mine – частична английска версия на „Безрасъден живот“ (Vita spericolata) на Васко Роси, както и сингъла Read All About It. По време на полуфинала тя представя в дует с Макс Гацè песента, която се състезава на фестивала.
На 29 март 2012 г. сингълът „Ще се видим у дома“ получава златен сертификат от Италианската федерация на музикалната индустрия за над 15 000 копия, продадени дигитално. Самият сингъл става платинен през ноември 2013 г. Песента е включена и в Evoluzione della specie², преиздание на албума от 2011 г., от който също е извлечен сингълът „Мечта за свобода“ (Un sogno di libertà), по радиото от 11 май 2012 г. Излизането на новото издание позволява на диска да влезе отново в италианската класация, достигайки позиция номер 23 през втората си седмица.
Междувременно се провежда турнето Ci vediamo i tour, което популяризира албума чрез серия от концерти в Италия, започвайки на 8 април 2012 г. в Белария-Иджеа Марина. През октомври 2012 г. то достига и до азиатския континент с два концерта в Хонг Конг и Макао, преди да бъде подновено с нова серия от шоута в италианските театри и клубове, включително във Флоренция, Рим, Торино и Милано.
От ноември 2012 г. Долченера е заета с пицането на песни за нов албум, който започва да записва през септември 2013 г. На 14 юни 2013 г. тя също участва в концерта в Чезенатико за 50-тата годишнина на група Номади, изпълнявайки с нея песента им „Черните чапли“ (Gli aironi neri).

### 2014-2017: Албум „Звездите не треперят“, завръщането в Санремо и участие в „Гласът на Италия“
Първият сингъл от новия ѝ албум е „Нищо на света“ (Niente al mondo), издаден на 23 май 2014 г. За парчето е направен видеоклип, заснет в кариерите за мрамор в Карара и публикуван на сайта на вестник „Ла Стампа“ на 3 юни 2014 г. Долченера пее сингъла на Летния фестивал (Summer Festival 2014) в Рим, печелейки втория епизод на събитието. През лятото на 2014 г. покорява топ 3 на класацията за най-излъчвани италиански песни по радиото на Earone.
На 5 юни 2015 г. излиза третият сингъл „Фантастична“ (Fantastica), който предшества албума „Звездите не треперят“ (Le stelle non tremano). Албумът излиза на 11 септември, а на 26 септември излиза сингълът „Запали духа си“ (Accendi lo spirito), написан, аранжиран и продуциран от самата изпълнителка. Официалното видео излиза на 21 октомври.
На 28 август излиза четвъртият сингъл „Грях“ (Un peccato).
На 9 септември певицата пее на Арена ди Верона три свои хита („Нищо на света“, „Ще се видим у дома“ и „Фантастична“) по повод финала на Festival Show 2015 г.
Долченера е един от главните герои на Фестивала в Санремо 2016, участвайки в състезанието в Категория „Шампиони„ с песента „Сега или никога повече (нещата се променят)“ (Ora o mai più (le cose cambiano)), с която успява да достигне до финала и след това да завърши петнадесета, като печели финалната наградата Premio Finalmente Sanremo RTL 102,5. Песента е част от албума Le stelle non tremano - Supernovae, издаден на 12 февруари 2016 г. за Юнивърсъл Мюзик. Той съдържа, в допълнение към всички песни от „Звездите не треперят“ и песента от Санремо, пет други неиздавани песни и unplugged версия на песента, представена на Санремо 2016.
В началото на 2016 г. певицата обявява, че ще е един от четиримата вокални педагози на четвъртото издание на шоуто за таланти „Гласът на Италия“ (The Voice of Italy) заедно с Рафаела Карà, Емис Кила и Макс Пецали, излъчвано от 24 февруари по Rai 2. В края на програмата тя довежда състезателката от нейния отбор Аличе Паба до победата, с което става първата жена треньорка, триумфирала в Италия.

### 2018-2020: EP „Кралица Елизабиби“
20 януари 2018 г. отбелязва завръщането на певицата на сцената след едногодишно отсъствие с публикацията в нейния Ютюб канал на музикално преиздаване на песента „Бомбони“ (Caramelle) на трап групата Дарк Поло Генг, преинтерпретирана в пиано рок версия. Песента е представена като първата музикална скоба от Долченера, продължена с публикуването на други рапърски кавъри: на 13 февруари е ред на „Сироп“ (Sciroppo), последвана месец по-късно от „Купидон“ (Cupido) в сътрудничество с Дъ Анрдрè, и двете първоначално на Сфера Ебаста, докато на 25 април стартира „Никога няма да се променя“ (Non cambierò mai) на Капо Плаза, а на 15 май Mmh Ha Ha Ha на Янг Синьорино, изпълнен с нов аранжимент, базиран на композицията „Прелюдия или Фуга в до минор“ на Йохан Себастиан Бах.
Впоследствие изпълненията са събрани във второто EP на певицата „Кралица Елизабиби“ (Regina Elisabibbi), пуснато на 21 май и съдържащо, в допълнение към кавъра на Гали „Скъпа Италия“ (Cara Italia), пиано и гласово премиера на неиздаваната песен „Още един ден на Земята“ (Un altro giorno sulla Terra), пусната на пазара като сингъл от 25 май. За нейната промоция сингълът е представен за първи път на живо по повод шестото издание на Summer Festival в Рим, на който Долченера се състезава в категория Big.
На 16 август в Ютюб канала на Долченера излиза препрочитът на парчето Porto Cervo в дует с неговия първоначален изпълнител Лаца, с което завършва музикалното отклонение на Долченера към музикални преиздания на песни на италиански рапъри.
Долченера пее в дует с Кристина Д'Авена в „Джорджи“ (Giorgie) – песен от едноименния телевизионен сериал. Песента е включена в албума с дуети на Д'Авена Duets Forever - Tutti cantano Cristina.
На 15 март 2019 г. сингълът „По-силно“ (Più forte) влиза в радио ротацията, последван от сингъла „Даобичашморето“ (Amaremare) на 5 юли – песен, родена от артистичен проект на певицата в сътрудничество с Грийнпийс, изпълняваща ролята на саундтрак на екологичния проект Plastic Radar, чието рекламно лице е Долченера. На 27 март 2020 г. е ред на сингъла Wannabe, в който участва и рапърът Laïoung.
Впоследствие Долченера се присъединява към италианската супергрупа Allstars 4 Life, която събира над петдесет италиански изпълнители за записа на песента Ma il cielo è sempre blu (Italian Stars 4 Life) – хорова кавър версия на песента на Рино Гаетано. Приходите от сингъла, издаден на 8 май, са дарени на италианския Червен кръст в подкрепа на Il Tempo della Gentilezza – проект за подкрепа на най-уязвимите, засегнати от пандемията от COVID-19 в периода 2019-2021 г.

## Музикален стил и влияния
От музикална гледна точка Долченера е смятана от критиците за еклектична изпълнителка, която през годините многократно променя стила си с различни влияния.
Първият ѝ албум „Нуклеарна усмивка“ се характеризира с поп рок и пауър поп атмосфера, с влияния от R&B и от италианските певци-автори на песни. Вторият сингъл, взет от него – Siamo tutti là fuori също представя типичния ритъм на народния танц пицика от Саленто.
В „Един перфектен свят“ Долченера се завръща с повече рок и със стил на писане, който Антонио Орландо от музикалното списание Musica e dischi определя като „твърд мелодичен“, като също така свързва певицата с Лоредана Берте заради блусовите тонове на изпълнение. Приблизително по същото време други музикални критици сравняват нейния музикален стил с този на Джанис Джоплин. В следващия албум „Народът на мечтите“ продължава да предлага рок стил. Дрезгавият, страстен, топъл и силен глас, с който тя изпълнява песните от албума, кара да бъде сравнявана с Джана Нанини и Васко Роси, а написването на парчетата в диска понякога е считано за доста оригинално в жанра.
В четвъртия си албум „Долченера в Страната на чудесата“ певицата изоставя мрачната атмосфера на предходните си два албума, за да се върне с по-въздушни и слънчеви песни, често придружавани от богати струнни аранжименти. Записът, който Катя дел Савио от сп. Musica e dischi определя като „преходно“ произведение, има по-типично поп звучене, но също така е силно повлияно от англосаксонския рок.
Следващият албум „Еволюция на вида“ е замислен с особено внимание към ритмичната секция и се характеризира с електронно и международно поп-рок звучене. Сред влиянията на диска самата Долченера цитира изпълнители като Phoenix, MGMT и Empire of the Sun. В записа на диска, вдъхновен от Франко Батиато, тя също експериментира с различно използване на гласа си, който самата тя определя като „имплозивен, сдържан, почти глас на разказвач“.

## Личен живот
Певицата от години е свързвана с партньора си Джиджи Кампаниле, който е и неин мениджър. Двамата се запознават, когато Долченера е на 18, а Кампаниле на 25 г. Живеят във Флоренция.

## Дискография

### Студийни албуми
- 2003 – Sorriso nucleare
- 2005 – Un mondo perfetto
- 2006 – Il popolo dei sogni
- 2009 – Dolcenera nel Paese delle Meraviglie
- 2011 – Evoluzione della specie
- 2015 – Le stelle non tremano

### Компилации
- 2006 – Un mondo perfetto (Германия, Австрия, Швейцария)
- 2010 – Il Meglio Di Dolcenera

### EP-та
- 2006 - Dolcenera canta il cinema
- 2018 - Regina Elisabibbi

## Турнета
- 2003 - Dolcenera Tour Live 2003
- 2005 - Un mondo perfetto Tour 2005
- 2006 - Welcome Tour 2006
- 2007 - Welcome Tour 2007
- 2009 - Dolcenera nel paese delle meraviglie Tour 2009
- 2011 - Evoluzione della specie Tour[156] (площади и театри)
- 2011 - Evoluzione della specie Tour Teatrale
- 2012 - Ci vediamo in tour (големи клубове и площади)
- 2012 - Ci vediamo in tour, club & teatri
- 2016 - Le stelle non tremano Tour 2016
- 2017 - Dolcenera Live
- 2019 - Dolcenera Live 2019
- 2019 - Diversamente Pop tour
- 2021 - Piano & Voce Tour

## Свидетелство и реклами
- King of the Flow - Toyota C-HR (2016)
- Deichmann Italia (2018)
- GreenPeace Plastic Radar (2019)
- Kellogg’s Extra Match (2020)

## Филмография
- Scrivilo sui muri, реж. Джанкарло Скаркили (2007)
- Il nostro Messia, реж. Клаудио Серугети (2008)
- Saranno famosi?, реж. Алесандро Сарти (2017)

## Телевизия
- Music Farm 2 (Rai 2, 2005) – Конкурентка, победителка
- The Voice of Italy 4 (Rai 2, 2016) – Конкурентка, победителка
- Techetechetè (Rai 1, 2019), еп. 62

## Признание
- 2002
  - Победителка на „Дестинация Санремо“
- 2003
  - Победителка в 53-то издание на Фестивала на италианската песен в Санремо в категорията „Нови предложения“ с Noi siamo tutti là fuori[157]
  - Награда на пресцентъра, радиото и телевизията на 53-ия Фестивал в Санремо
- 2005
  - Победителка във второто издание на Music Farm и получава съответната награда на критиците
  - Награда „Де Андрè“
  - Най-добър новоизгряващ изпълнител в M.E.I.[10]
  - „Сребърен лъв“ като музикално откровение на годината
- 2006
  - Венецианска музикална награда в Категория „Най-добър глас“[158]
- 2009
  - Награда „Лунеция“ за Санремо за музикално-литературната стойност на италианската песен за песента Il mio unico amore
  - На Венецианските музикални награди тя получава наградата като изпълнителка на годината и специалната награда RTL 102.5 за радио успеха на сингъла Il mio unico amore
  - Награда за италиански видеоклип с видеоклипа на песента La più bella canzone d'amore che c'è
- 2010
  - Награда „Ре Манфреди 2010“[159]
- 2012 г
  - Специално споменаване на наградите „Магна Греция“[160]
  - Златен таралеж за най-добър авторски лайв в категория „Певици-авторки на песни“[161]
- 2013
  - Награда „Санремо Хит 2013“: Sanremo Hit Airplay Award за песента Ci vediamo a casa[162]
  - Специална награда „Батити лайв“ за кариера.
- 2014
  - Победителка във втория епизод на Летния фестивал на Кока Кола като RTL 102.5 - Песен на лятото 2014 с песента Niente al mondo
- 2015
  - Номинация за Летния фестивал като Песен на лятото 2015 с песента Fantastica
  - Награда „Лунеция 2015“ за музикално-литературната стойност на италианската песен за песента Fantastica
- 2016 г
  - Носител на наградата Finalmente Sanremo RTL 102.5 с песента Ora o mai più (le cose cambiano)
  - Награда Arpino City of Cicerone 2016
  - Награда „Европейска личност 2016 г.“
- 2017 г
  - Награда „Лунеция 2017 г.“
  - Награда „Лоренцо Велики 2017 г.“
  - Награда Torrino d'oro 2017
  - Награда „Порчелино Флоренция 2017“
- 2018 г
  - Награда „Фаусто Медзолела“
  - Награда Пиеранджело Бертоли A muso duro
- 2019 г
  - Награда „Вела“ (Premio Wella)
  - Награда „Понте Векио Флоренция 2019 г.“
  - Награда за кариера и за най-добър италиански видеоклип на годината с песента Amaremare
- 2021 г
  - Награда “Социален клип“
  - Награда „Различна усмивка специално споменаване“ (Sorriso Diverso) за Amaremare на Фестивала на лалетата от черна коприна